# Cicloserina
Cicloserina es el nombre de un antibiótico con indicación en el tratamiento , de segunda línea,  de la tuberculosis en humanos. Como tal, la cicloserina se administra en segunda línea en aquellos casos en que los medicamentos de primera línea no pueden ser usados.
Aunque en principio la cicloserina tiene acción en contra de otras bacterias, muy rara vez se emplea en casos que no sean la tuberculosis. Igualmente en microbiología se utiliza como componente para algunos medios de cultivos selectivos.
La cicloserina es uno de los medicamentos esenciales de la Organización Mundial de la Salud.

## Biosíntesis
En 1982, Svensson y Gatenbeck propusieron una biosíntesis de la cicloserina a partir de serina e hidroxiurea, con base a  resultados de marcaje isotópico en Streptomyces garyphalus: 

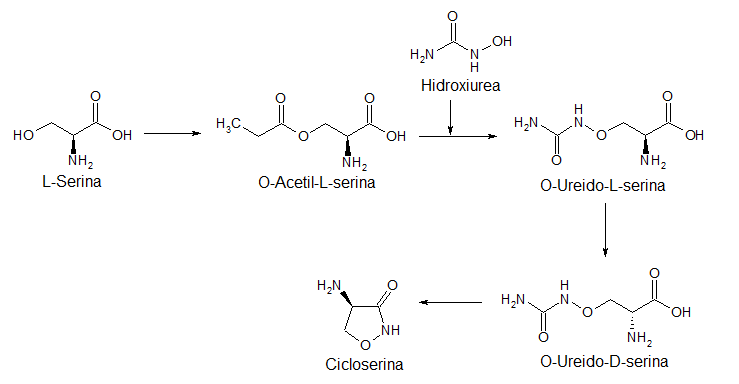
Biosíntesis de la cicloserina propuesta por Svensson y Gatenbeck

## Mecanismo de acción
Los dos residuos de aminoácidos terminales del precursor mureina del lípido II consisten en la D-alanina, producidos por la enzima alanina racemasa; los dos residuos están unidos por la D-alanina ligasa. Ambas enzimas son inhibidas competitivamente por la cicloserina.

## Otros usos
La cicloserina también ha sido estudiado en experimentos como coadyuvante a la terapia de exposición para los trastornos de ansiedad (como por ejemplo, algunas fobias), la depresión, el trastorno obsesivo-compulsivo y la esquizofrenia. Se ha utilizado experimentalmente para el tratamiento de la enfermedad de Gaucher.
Las investigaciones recientes sugieren que la D-cicloserina (d-4-amino-3-isoxazolidona) puede ser eficaz en el tratamiento del dolor crónico.

## Efectos adversos
Los efectos secundarios aparecen principalmente a nivel del sistema nervioso central (SNC) con manifestaciones tales como dolor de cabeza, irritabilidad, depresión y convulsiones asociadas a psicosis. La administración concomitante de piridoxina puede reducir la incidencia de algunos de los efectos adversos del SNC (convulsiones, por ejemplo).
Estas respuestas psicotrópicas están relacionados con la acción de la D-cicloserina como agonista parcial de la red neuronal de los receptores NMDA del glutamato y se han estudiado en ciertas implicaciones en la extinción del miedo sensorial relacionada con la amígdala, y la extinción de la ansiedad por la cocaína a nivel del núcleo accumbens.
La d-cicloserina es un agonista parcial de los receptores de la glicina, y se ha demostrado que tiene propiedades que mejoran la cognición en los modelos en primates de la enfermedad de Parkinson.